# Olympische Geschichte Botswanas
| Gelbes Symbol für Goldmedaillen mit stilisierten Olympischen Ringen | Graues Symbol für Silbermedaillen mit stilisierten Olympischen Ringen | Braundes Symbol für Bronzemedaillen mit stilisierten Olympischen Ringen |
| ------------------------------------------------------------------- | --------------------------------------------------------------------- | ----------------------------------------------------------------------- |
| 1                                                                   | 2                                                                     | 1                                                                       |

Botswana, dessen NOK, das Botswana National Olympic Committee, 1978 gegründet und 1980 vom IOC anerkannt wurde, nimmt seit 1980 an Olympischen Sommerspielen teil. An Winterspielen nahmen bislang keine Sportler aus Landes teil.

## 1980er Jahre

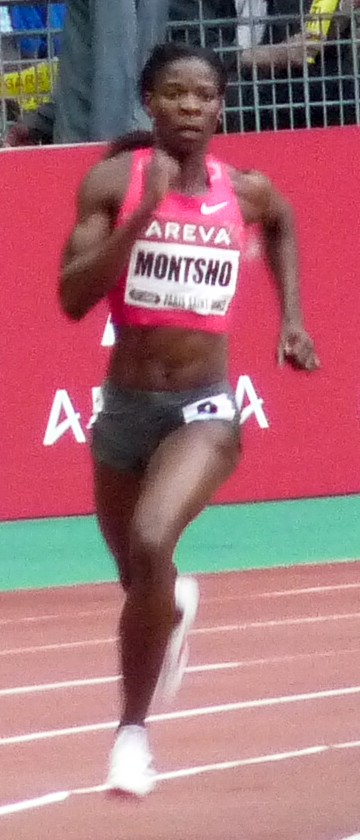
Amantle Montsho, die erste Frau aus Botswana, die bei Olympischen Spielen teilnahm

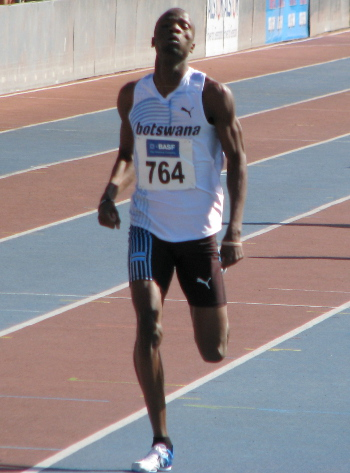
Nijel Amos, der erste und bislang einzige Medaillengewinner Botswanas

1980 in Moskau traten erstmals Sportler aus Botswana bei Olympischen Spielen an. Die siebenköpfige Mannschaft bestand nur aus Leichtathleten. Erster Olympionike waren Lucien Josiah im 100-Meter-Lauf, Langa Mudongo über 800 m, Golekane Mosveu über 10.000 m und Wilfred Kareng im 400-Meter-Hürdenlauf.
1984 in Los Angeles kam zum ersten Mal ein Segler zum Einsatz, 1988 in Seoul erstmals ein Boxer.

## 1992 bis heute
Bei den folgenden Olympischen Spielen bis 2000 nahmen weitere Leichtathleten und Boxer erfolglos teil. Herausragend war 2000 in Sydney der siebte Platz im Finale des 800-Meter-Laufes des Mittelstreckenläufers Glody Dube. 2004 in Athen ging die erste Frau aus Botswana an den Start. Erste Olympionikin Botswanas war am 21. August 2004 die 400-Meter-Läuferin Amantle Montsho.
2008 in Peking gab es zwei Finalteilnahmen in der Leichtathletik. Amantle Montsho wurde Achte über 400 m, der Weitspringer Gable Garenamotse erreichte Rang 9. Der Boxer Khumiso Ikgobpoleng wurde Fünfter im Bantamgewicht. Außerdem kamen erstmals Schwimmer aus Botswana zum Einsatz.
Die Spiele von London 2012 wurden zu den bislang erfolgreichsten Olympischen Spielen für Botswana. Nachdem Amantle Montsho im Finale über 400 m Platz 4 erreicht hatte, gewann Nijel Amos im 800-Meter-Lauf mit Silber die erste olympische Medaille für sein Land.
Bei den Spielen von Rio de Janeiro 2016 erreichte der 400-Meter-Läufer Karabo Sibanda im Finale Platz 5. Die gleiche Platzierung erzielte auch die 400-Meter-Staffel der Männer. In Rio nahm erstmals ein Judoka aus Botswana teil.
2020 in Tokio gewann die Männerstaffel über 4 × 400 Meter Bronze. Außerdem wurde erstmals an Wettbewerben im Gewichtheben teilgenommen.

## Allgemeine Übersicht

### Sommerspiele
| Jahr      | Athleten           | Athleten           | Athleten           | Sportarten         | Sportarten         | Sportarten         | Sportarten         | Sportarten         | Sportarten         | Medaillen          | Medaillen          | Medaillen          | Medaillen          | Medaillen          |
| Jahr      | Gesamt             |                    |                    |                    |                    |                    |                    |                    |                    |                    |                    |                    | Medaillen – Gesamt | Rang               |
| --------- | ------------------ | ------------------ | ------------------ | ------------------ | ------------------ | ------------------ | ------------------ | ------------------ | ------------------ | ------------------ | ------------------ | ------------------ | ------------------ | ------------------ |
| 1896–1976 | nicht teilgenommen | nicht teilgenommen | nicht teilgenommen | nicht teilgenommen | nicht teilgenommen | nicht teilgenommen | nicht teilgenommen | nicht teilgenommen | nicht teilgenommen | nicht teilgenommen | nicht teilgenommen | nicht teilgenommen | nicht teilgenommen | nicht teilgenommen |
| 1980      | 7                  | 7                  | 0                  |                    |                    |                    | 7                  |                    |                    |                    |                    |                    |                    |                    |
| 1984      | 7                  | 7                  | 0                  |                    |                    |                    | 6                  |                    | 1                  |                    |                    |                    |                    |                    |
| 1988      | 8                  | 8                  | 0                  | 2                  |                    |                    | 6                  |                    |                    |                    |                    |                    |                    |                    |
| 1992      | 6                  | 6                  | 0                  | 1                  |                    |                    | 5                  |                    |                    |                    |                    |                    |                    |                    |
| 1996      | 7                  | 7                  | 0                  | 1                  |                    |                    | 6                  |                    |                    |                    |                    |                    |                    |                    |
| 2000      | 7                  | 7                  | 0                  | 1                  |                    |                    | 6                  |                    |                    |                    |                    |                    |                    |                    |
| 2004      | 11                 | 10                 | 1                  | 2                  |                    |                    | 9                  |                    |                    |                    |                    |                    |                    |                    |
| 2008      | 11                 | 9                  | 2                  | 2                  |                    |                    | 7                  | 2                  |                    |                    |                    |                    |                    |                    |
| 2012      | 4                  | 3                  | 1                  | 1                  |                    |                    | 3                  |                    |                    |                    | 1                  |                    | 1                  | 69                 |
| 2016      | 12                 | 9                  | 3                  |                    |                    | 1                  | 9                  | 2                  |                    |                    |                    |                    |                    |                    |
| 2020      | 13                 | 8                  | 5                  | 2                  | 1                  |                    | 9                  | 1                  |                    |                    |                    | 1                  | 1                  | 86                 |
| 2024      | 13                 | 11                 | 2                  |                    |                    |                    | 11                 | 2                  |                    | 1                  | 1                  |                    | 2                  | 55                 |
| Gesamt    | Gesamt             | Gesamt             | Gesamt             | Gesamt             | Gesamt             | Gesamt             | Gesamt             | Gesamt             | Gesamt             | 1                  | 2                  | 1                  | 4                  | 127                |

### Winterspiele
| Jahr      | Athleten           | Athleten           | Athleten           | Sportarten         | Medaillen          | Medaillen          | Medaillen          | Medaillen          | Medaillen          |
| Jahr      | Gesamt             |                    |                    | Sportarten         |                    |                    |                    | Gesamt             | Rang               |
| --------- | ------------------ | ------------------ | ------------------ | ------------------ | ------------------ | ------------------ | ------------------ | ------------------ | ------------------ |
| 1924–2022 | nicht teilgenommen | nicht teilgenommen | nicht teilgenommen | nicht teilgenommen | nicht teilgenommen | nicht teilgenommen | nicht teilgenommen | nicht teilgenommen | nicht teilgenommen |
| Gesamt    | Gesamt             | Gesamt             | Gesamt             | Gesamt             | 0                  | 0                  | 0                  | 0                  | -                  |

## Liste der Medaillengewinner

### Goldmedaillen
| Name           | Spiele     | Sportart       | Disziplin |
| -------------- | ---------- | -------------- | --------- |
| Letsile Tebogo | 2024 Paris | Leichtathletik | 200 m     |

### Silbermedaillen
| Name                                                           | Spiele      | Sportart       | Disziplin |
| -------------------------------------------------------------- | ----------- | -------------- | --------- |
| Nijel Amos                                                     | 2012 London | Leichtathletik | 800 Meter |
| Letsile Tebogo Collen Kebinatshipi Anthony Pesela Bayapo Ndori | 2024 Paris  | Leichtathletik | 4 × 400 m |

### Bronzemedaillen
| Name                                                   | Spiele     | Sportart       | Disziplin     |
| ------------------------------------------------------ | ---------- | -------------- | ------------- |
| Isaac Makwala Bayapo Ndori Zibane Ngozi Baboloki Thebe | 2020 Tokio | Leichtathletik | 4 × 400 Meter |

## Medaillen nach Sportart
| Sportart       | Gold | Silber | Bronze | Gesamt |
| Leichtathletik | 1    | 2      | 1      | 4      |
| Gesamt         | 1    | 2      | 1      | 4      |